# Cephalotaxus
Cephalotaxus, és un gènere de coníferes amb 11 espècies, tractades ja sia a les Cephalotaxaceae, o a les Taxaceae quan aquesta família es considera sensu lato. El gènere és endèmic d'Àsia oriental però els fòssils mostren una distribució àmplia per l'Hemisferi Nord en el passat. Són arbusts o arbrets perennifolis que fan d'1-10 m (rarament 20 m) d'alt.